# Barcelona Metrópolis
Barcelona Metròpolis (anteriormente Barcelona. Metrópolis Mediterránea. B.MM) es una revista de información y pensamiento, fundada en 1986 y editada por el Ayuntamiento de Barcelona, de periodicidad trimestral. Sus contenidos fomentan el debate en torno a las ciudades desde una perspectiva tanto local como global y abordando los temas más incisivos de la actualidad urbanística, tecnológica, social, económica y cultural. 

## El dosier central
El análisis en profundidad es la seña de identidad de Barcelona Metròpolis. En cada número, personas expertas locales e internacionales de prestigio tratan, siempre desde la vertiente urbana, un tema relacionado con la actualidad de cada momento y contraponen visiones y opiniones para generar debate. La inteligencia artificial, las múltiples crisis que sufre la adolescencia, el modelo energético, las brechas digitales, la atención a la dependencia, las nuevas espiritualidades surgidas como fruto de la crisis de las religiones, la necesidad de un nuevo modelo alimentario o las violencias urbanas han protagonizado el análisis central de los últimos números. 
Entre las prestigiosas plumas que han escrito recientemente para la revista se encuentran las de Yuval Noah Harari, Peter Singer, Marcel Coderch, Ramon López de Mántaras i Badia, Nuria Oliver Ramírez, Antonio Turiel Martínez, Cristina Monge, Pedro Olalla, Karma Peiró, Genís Roca, Victoria Camps, Lourdes Beneria, Vandana Shiva, Gustavo Duch, Carolyn Steel, Joan Herrera i David Bueno i Torrens, entre muchas otras.

## Otros contenidos
Aparte del dosier temático, Barcelona Metròpolis incluye en cada número dos entrevistas a personajes de la esfera cultural, científica y del pensamiento, además de reportajes sobre transformaciones urbanas y un apartado dedicado al análisis de datos e indicadores que toman el pulso a la ciudad. La cultura cuenta con un apartado propio en el que se habla de nuevas tendencias y se genera debate en torno a fenómenos emergentes, como han sido, en los últimos números, la apertura de nuevas librerías en la ciudad de Barcelona, la reformulación del contenido y del papel de los museos, la fascinación por el true crime y el auge del cómic. El apartado Relato, que firma una autora o un autor reconocidos, es uno de los espacios de prestigio de la publicación y cierra siempre sus páginas. 

## Las fases históricas
Primera etapa. Biblioteca de cultura urbana (1986-2007)
El periodista Joan-Anton Benach dirigió durante dos décadas la publicación, que nació con el nombre de Barcelona. Metròpolis Mediterrània (B.MM), en un momento en el que la ciudad se preparaba para acoger los Juegos Olímpicos de 1992. Sus páginas reflejaron su gran transformación urbanística y plasmaron hitos como la metamorfosis del frente marítimo o el nacimiento del nuevo distrito 22@. Esta etapa transcurre entre los números 1 y 69.
Segunda etapa. Revista de información y pensamiento urbano (2007-2012)
Fue en el año 2007, momento en el que asumió la dirección el catedrático de filosofía Manuel Cruz, cuando la publicación adoptó su denominación actual de Barcelona Metrópolis, en la versión en castellano, con el subtítulo de “Revista de información y pensamiento urbanos”. En esta fase, que va de los números 70 al 83, la revista se edita en catalán y castellano, con cabeceras diferenciadas, y contempla la ciudad como un fenómeno que refleja, desde el ámbito local, transformaciones que suceden a escala global.
Tercera etapa. Capital en transformación (2012-2017)
Bajo la dirección del editor y escritor Bernat Puigtobella y con un nuevo rediseño, la revista pasó a publicarse en tres idiomas —catalán, castellano e inglés— dentro de un mismo volumen, entre los números 85 y 107. La cabecera incorpora el subtítulo “Capital en transformació” y el contenido adopta el propósito de acompañar a la ciudad en su cambio. La potenciación de la edición digital y de la presencia en redes sociales le da un nuevo impulso.
Cuarta etapa. Barcelona Metròpolis (2018-actualidad)
Desde el 2018 la dirección recae en la periodista Milagros Pérez Oliva, coincidiendo con otro rediseño de la revista, que estrena formato y espacio digital. En esta nueva etapa, los contenidos refuerzan la vertiente más reflexiva y el estímulo del debate ciudadano sobre las grandes cuestiones que marcan nuestro futuro. La revista se edita en papel —en catalán— y en formato digital —con traducciones también al castellano y el inglés—. 